# Petrolacosaure
El petrolacosaure (Petrolacosaurus kansensis) fou un petit rèptil diàpsid de quaranta centímetres de llargada, un dels més primitius coneguts. Visqué al Carbonífer superior, fa 300 milions d'anys. La dieta d'aquest rèptil prehistòric podria haver estat composta principalment de petits insectes. El petrolacosaure tenia unes característiques dents secundàries caniniformes, un tret observat principalment en els teràpsids i més endavant en els mamífers. Els seus fòssils foren trobats a Kansas. Juntament amb Spinoaequalis schultzei, és un dels únics diàpsids del Carbonífer que es coneixen. El nom genèric Petrolacosaurus significa ‘llangardaix del llac de la roca’ i es refereix als esquists de Rock Lake (‘Llac de la Roca’), on se'n descobrí l'holotip, mentre que el nom específic kansensis significa ‘de Kansas’.